# Homefront
Homefront – gra komputerowa z gatunku first-person shooter, wyprodukowana przez studio Kaos Studios (w wersji na PC wyprodukowana przez Digital Extremes) i wydana przez THQ w 2011 na platformy Xbox 360, PlayStation 3 i PC.

## Fabuła gry

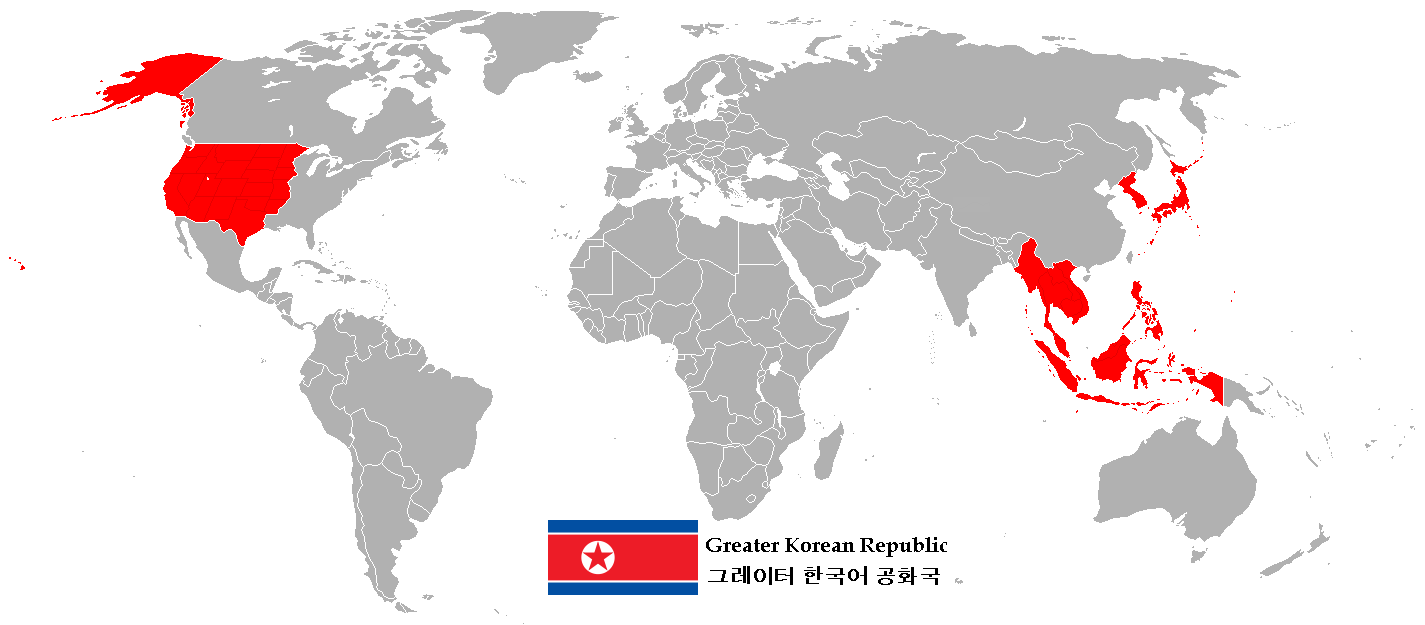
Mapa świata w uniwersum gry

Scenariusz do gry napisał John Milius.
Akcja Homefront rozgrywa się w Stanach Zjednoczonych w roku 2027, kiedy uzbrojona w broń atomową Koreańska Armia Ludowa atakuje USA, dziesięć lat po upadku ekonomicznym USA. W grze gracz wciela się w członka amerykańskiego ruchu oporu, który próbuje zwalczyć armię Korei.

## Rozgrywka
Gra inspirowana jest rozgrywką z gier Half-Life 2 i Call of Duty. Kampania Homefront pozwala na około 5 godzin rozgrywki w trybie gry jednoosobowej. Gra wykorzystuje także usługę Steamworks.

## Ścieżka dźwiękowa
Za ścieżkę dźwiękową odpowiada Matthew Harwood pracujący wcześniej przy Frontlines: Fuel of War, poprzednim projekcie oddziału THQ. Za wydanie płyty odpowiedzialna jest Sumthing Else Music Works. Płyta sprzedawana jest w wersji cyfrowej oraz na krążku CD. Z 34 utworów tylko jeden powstał przy współpracy z wokalistą Scott Cresswell, reszta to połączenie orkiestry z elektroniką.

„Podstawą jest orkiestra połączona z elektronicznymi elementami wspomaganymi przez azjatyckie perkusje. Aby podkreślić miejsce akcji użyłem gitar, zarówno akustycznych jak i elektrycznych. Azjatyckie instrumenty jak erhu czy pipa pomagają formować całą dźwiękową jakość. Kiedy nagrywaliśmy orkiestrę w Nowym Jorku było to niezwykłe przeżycie usłyszeć jak muzyka nabiera życia w rękach najlepszych muzyków w mieście. Mam nadzieję, że spodoba wam się efekt finalny”

### Lista utworów
| Nr  | Tytuł utworu                | Długość |
| --- | --------------------------- | ------- |
| 1.  | „Stand Your Ground”         | 3:47    |
| 2.  | „Main Theme”                | 2:28    |
| 3.  | „Lobby”                     | 1:30    |
| 4.  | „Golden Gate”               | 4:05    |
| 5.  | „Oasis”                     | 3:21    |
| 6.  | „Cul De Sac”                | 0:56    |
| 7.  | „Escape”                    | 0:37    |
| 8.  | „Goliath”                   | 3:48    |
| 9.  | „Good By Boone”             | 0:49    |
| 10. | „The Drop Off”              | 1:04    |
| 11. | „Parking Lot Fight”         | 2:17    |
| 12. | „Outpost”                   | 1:20    |
| 13. | „Airliner”                  | 2:26    |
| 14. | „Back Yards”                | 1:57    |
| 15. | „Bridge Assault”            | 2:19    |
| 16. | „Abandon Streets”           | 2:09    |
| 17. | „Gas Station”               | 1:34    |
| 18. | „Suburbs”                   | 2:00    |
| 19. | „On Fire”                   | 2:11    |
| 20. | „Burnt Oasis”               | 1:26    |
| 21. | „Back Yard Battle”          | 1:47    |
| 22. | „Warehouse”                 | 1:58    |
| 23. | „Outsiders”                 | 2:19    |
| 24. | „Under The Bridge”          | 1:45    |
| 25. | „Take The Shot”             | 2:00    |
| 26. | „Little Bird Approach”      | 2:53    |
| 27. | „Bus Ride”                  | 4:01    |
| 28. | „No Compromise”             | 2:03    |
| 29. | „Front Gate”                | 0:48    |
| 30. | „This Is Our Home”          | 1:17    |
| 31. | „Temperance”                | 1:22    |
| 32. | „Connor Morgan”             | 1:15    |
| 33. | „Crate City”                | 2:27    |
| 34. | „Familiar Has Become Alien” | 3:45    |

## Odbiór
Japońska wersja gry została całkowicie ocenzurowana z wszelkich odniesień do Korei Północnej. W Korei Południowej zakazano sprzedaży gry. Po zamachach w Norwegii sieć Coop Norden wycofała ją ze sprzedaży.